# Campionati europei di pattinaggio di velocità 1893
I Campionati europei di pattinaggio di velocità 1893 sono stati la 3ª edizione della manifestazione. Si sono svolti dal 21 al 22 gennaio 1893 a Berlino, in Germania.

## Podi

### Uomini
| Evento              | Oro            | Punti      | Argento          | Punti      | Bronzo           | Punti      |
| Allround (dettagli) | Rudolf Ericson | 2 vittorie | Oskar Fredriksen | 1 vittoria | August Underborg | 1 vittoria |